# Krzysztof Meyer
Krzysztof Meyer (Cracovia, 11 de agosto de 1943) es un compositor, pianista y estudioso de música polaco, anteriormente fue decano del Departamento de Teoría de la Música (1972–1975) en el Colegio Estatal de Música (ahora Academia de Música de Cracovia ) y presidente de la Unión de compositores polacos (1985–1989). Meyer fue profesor de composición en la Hochschule für Musik en Colonia desde 1987 hasta 2008, antes de su jubilación.

## Biografía
Meyer nació en Cracovia, Polonia. De niño tocaba el piano y el órgano, y comenzó su estudio de composición a principios de 1954, con Stanisław Wiechowicz. Luego, en el Colegio Estatal de Música de Cracovia, continuó estudiando con Wiechowicz, y después de su muerte en 1963, hizo su diplomatura con Krzysztof Penderecki (1965). También estudió teoría musical (diploma en 1966). En París, realizó estudios con Nadia Boulanger (1964, 1966 y 1968), y en Varsovia se convirtió en alumno privado de Witold Lutosławski .
Su Sinfonía n.° 1 fue el primer trabajo que realizó en Cracovia en 1964. En 1965, siendo todavía un estudiante, hizo su debut en el "Warsaw Autumn", como el compositor más joven en la historia del festival (String Quartet No. 1). Estaba fascinado con la vanguardia no solo como compositor: desde 1965 hasta 1967, como miembro de "MW2 Ensemble", realizó piezas experimentales, típicas de los años sesenta, en Polonia y en algunos países de Europa occidental. Más tarde, continuó activo como pianista, interpretando principalmente sus propias obras o tocando música de cámara.
De 1966 a 1987, Meyer enseñó teoría en la Escuela de Música del Estado (ahora Academia de Música de Cracovia ), ocupando la presidencia del Departamento de Teoría de la Música de 1972 a 1975. De 1987 a 2008 fue profesor de composición en la Hochschule für Musik de Colonia. Ha escrito biografías de Dmitri Shostakovich y Witold Lutosławski.
Desde 1985 y 1989 fue presidente de la Unión de Compositores Polacos. Durante catorce años (1974–1988) participó en los trabajos del Comité de Repertorio del Festival Internacional de Música Contemporánea "Varsovia de otoño". Fellow de Collegium Invisibile .

## Música
En sus primeras composiciones (String Quartets Nos. 1–4, Symphonies Nos. 1–3), Meyer experimentó con sonoridades no convencionales, típicas de la música vanguardista polaca en los años sesenta. Utilizó la técnica de doce tonos, aunque libremente, así como la técnica aleatoria y el collage. Todos estos medios aparecen en su primera ópera Cyberiada, un libreto de ciencia ficción basado en la obra Ciberiada de Stanisław Lem.
En trabajos posteriores, Meyer limitó gradualmente la multitud de ideas sonoras. Se centró cada vez más en el drama y la expresión tal como se entiende de manera tradicional, aunque evita los efectos románticos. El estilo de las últimas obras de Meyer refleja su interés por la tradición; incluso su uso de títulos como "cuarteto de cuerdas", "sonata", "concierto", "sinfonía" son indicadores de la tendencia tradicional en su estética. "Hay texturas y timbres contemporáneos, pero por lo general son incidentales a un lenguaje en el que los arrastres tonales y señales familiares gobiernan el flujo y la estructura generales" 
La música de cámara ocupa un lugar privilegiado en sus inicios. "Lo que le atrae en tales piezas es el hecho de que son perfectas para crear 'rompecabezas sónicos', refiriéndose al 'ejercicio aritmético oculto del alma, que no sabe que está contando', como Leibnitz describió la esencia de la música. Ejemplos de estos son la variación de los tempos en el Cuarteto de cuerdas No. 11 o los cambios de ritmo en el Cuarteto de cuerdas No. 10. Algunas piezas para grandes conjuntos se pueden escuchar como si fuesen un comentario musical de un evento político o una reflexión existencial. Estos temas están indicados por los subtítulos y citas ('Polish՚ Symphony No. 6, que se refieren a la atmósfera de la ley marcial en Polonia desde 1981 a 1983) o el uso del texto (Symphony No. 8, con la letra de los poemas anti-antisemitas de Adam Zagajewski). El mensaje catastrófico del oratorio La creación del mundo se expone a través del texto, pero su expresión se logra a través de la música ".

## Premios seleccionados
- Primer premio para la Sinfonía n.º 3 (1968) en el Concurso de Compositores Fitelberg
- Premio de Composición Musical de la Fundación Príncipe Pierre de Mónaco para la ópera Cyberiada (1970)
- Mención especial en Tribune Internationale des Compositeurs UNESCO en París para String Quartet No. 2 (1970) y String Quartet No. 3 (1976)
- Primer premio en el Concurso Karol Szymanowski en Varsovia para la Sinfonía n. ° 4
- Gottfried-von-Herder-Preis (Viena, 1984)
- Premio de la Unión de Compositores Polacos (1992)
- Premio Alfred Jurzykowski (Nueva York, 1994)
- Johann-Stamitz-Preis (Mannheim, 1996)

## Trabajos seleccionados

### Obras escénicas
- Cyberiada. Fantástica ópera cómica - 1970. Libreto del compositor, basado en la serie de historias cortas de Stanisław Lem, La ciberiada.
- La condesa [Hrabina]. Ballet sobre los motivos de la ópera de Stanisław Moniuszko - 1980
- Los Jugadores [Igroki]. Una versión completa de la ópera de Dmitri Shostakovich después de N. Gogol - 1981 (solistas del "Bolshoi" en Moscú, Nordwestdeutsche Philharmonie, Michail Jurowski, Capriccio 60 062-2)
- Los hermanos de arce [Klonowi bracia]. Ópera infantil - 1989. Libreto del compositor después de E. Szwartz.

### Obras para orquesta
- 9 sinfonías:

No. 1 - 1964
No. 2 Epitaphium Stanisław Wiechowicz in memoriam para coro y orquesta - 1967
No. 3 Symphonie d'Orphée para coro y orquesta - 1968
No. 4 - 1973
No. 5 - 1979
Sinfonía "Polaca" No. 6 - 1982 ( Orquesta Sinfónica de Radio Polaca, A. Wit, ISPV 179 CD)
No. 7 Sinfonia del tempo che passa - 2002–2003 (NOSPR, G. Chmura; DUX 0695)
No. 8 Sinfonia da requiem - 2009
No. 9 - 20161943
- Sinfonía en re mayor en estilo Mozarteano - 1976
- Bolas de fuego - 1976 ( Filarmónica de Silesia, Karol Stryja, Centro de Información Polaco 007)
- Hommage à Johannes Brahms - 1982 (Kölner-Rundfunk-Sinfonie-Orchestre, A. Wit, KOCH 3-5037-2)
- Musica incrostata - 1988 (WOSPRiT, A. Wit, Koch Schwann 3-1573-2)
- Música de despedida - 1997

### Obras para instrumento (s) solista (s) y orquesta.
- 2 conciertos de flauta

No. 1 - 1964
No. 2 - 1983
- 2 conciertos para violín

No. 1 - 1965 (R. Lasocki, WOSPRiT, K. Stryja, Olympia OCD 323)
No. 2 - 1996 (M. Rezler, NOSPR, G. Chmura, DUX 0594)
- Concierto de cámara para oboe, percusión y cuerdas - 1972
- Concierto para trompeta y orquesta - 1973
- Concierto para piano - 1989 (Pavel Gililov, WOSPRiT, Antoni Wit, Koch Schwann 3-1573-2)
- Concierto para saxofón y orquesta de cuerdas - 1992 ( John-Edward Kelly NEOS)
- Canti Amadei para violoncello ed orquesta - 1984 (I. Monighetti, Capella Cracoviensis, S. Gałoński, ISPV 179 CD)
- Concierto para violoncello y orquesta - 1995 (B. Pergamenschikov, NOSPR, A. Wit, DUX 0594)
- Concierto para arpa, violonchelo y orquesta de cuerdas - 1984 (B. Trendowicz, K. Jaroszewska, Orquesta de Cámara Amadeus, A. Duczmal; PR CD 085-2)
- Caro Luigi por 4 violoncelli ed orchestra d'archi - 1989
- Concierto para clarinete y orquesta - 2001 ( E. Brunner, NOSPR, G. Chmura, DUX 0594)
- Concierto doble para violín, violoncello y orquesta - 2006 (M. Rezler, Julius Berger ,. Borowicz, NOSPR; DUX 0695)
- Concierto para guitarra (acústica), timbales y orquesta de cuerdas (2011)

### Obras vocales
- Sinfonía n. ° 2 Epitaphium Stanisław Wiechowicz in memoriam para coro y orquesta - 1967
- Symphony No. 3 Symphonie d'Orphée para coro y orquesta - 1968
- Tríptico Liryc para tenor y orquesta de cámara - 1976
- Misa para coro mixto y orquesta - 1996 (The National Orchestra and Choir en Varsovia, Antoni Wit, ACD 096-2)
- Wjelitchalnaja para coro mixto - 1988 (Nightingales polacos, Wojciech A. Krolopp, Azymuth AZ AZ CD 11.045)
- Creación (Schöpfung), oratorio para soli, coro y orquesta - 1999
- Sinfonía n. ° 8 Sinfonia da requiem para coro y orquesta - 2009

### Música de cámara

#### Para dos instrumentos
Violín y piano
- Misterioso para violín y piano - 1994 (A. Breuninger, I. Berger; Ars Musici AM 1204-02)
- Capriccio interrotto para violín y piano - 2000 (A. Bayeva, G. Karyeva, PR CD 194; - R. Simovic, Z. Darhomorska, PR CD 191)

Violonchelo y piano:
- Canzona per violoncello e pianoforte - 1981 ( D. Geringas, T. Schatz, ISPV 192 CD; - E. Mizerska, E. Abbate, TOCC 0098 )
- Dos sonatas para violonchelo y piano.

Sonata per violoncello e pianoforte No.1 - 1983 (- R. Korupp, K. Meyer, Ambitus 97848; - E. Mizerska, E. Abbate, TOCC 0098 )
Sonata per violoncello e pianoforte No.2 - 2004 (E. Mizerska, K. Glensk, TOCC 0098 )
Otras combinaciones:
- Impromptu multicolore para dos pianos - 2000 (A. Soós, I. Haag, MGB CTS-M 107)
- Duetti concertanti para fagot y piano - 2004 (K. & Etsuko Okazaki, ISPV 194 CD)
- Metamorfosis para saxofón y piano - 2004 ( J.-E. Kelly, B. Versteegh, ISPV 194)

#### Para tres instrumentos
- Hommage à Nadia Boulanger para flauta, viola y arpa - 1971 (rec. E. Gajewska, R. Duź, H. Storck, ISPV 189 CD)
- Piano Trio - 1980 (Trio Wawelskie, CD ISPV 176; - Arcadia Trio, Bella Musica 31.2415; - Altenberg Trio, Challenge classic 72310)
- Trío para flauta, viola y guitarra - 1992 ( R. Aitken, E. Schloifer, R. Evers ; ISPV 176 CD)
- String Trio - 1993 ( Deutsches Streichtrio ; ISPV 176 CD; - T. Gadzina, R. Duź, M. Wasiółka; Acte Préalable AP0146)
- Trío para clarinete, violín y piano - 1998 (E. Brunner, I. Monighetti, P. Gililov; ISPV 189 CD)
- Trío para oboe, fagot y piano - 2002 (Tomohara Yosiba, Koji y Etsuko Okazaki, ISPV 194)

#### Para cuatro instrumentos
- Cuartetos de 15 cuerdas

No. 1 - 1963
No. 2 - 1969
No. 3 - 1971
No. 4 - 1974
No. 5 - 1977
No. 6 - 1981
No. 7 - 1985
No. 8 - 1985
No. 9 - 1990
No. 10 - 1994
No. 11 - 2001
No. 12 - 2005
No. 13 - 2010
No. 14 - 2014
No. 15 - 2018
- Quattro colori para clarinete, trombón, 'cello y piano - 1970
- Concierto retro para flauta, violín, violoncelo y clavecín - 1976 (E. Gajewska, T. Gadzina, M. Wasiółka, K. Meyer, Acte Disponible AP0076)

#### Para cinco o más instrumentos.
- Quinteto para clarinete - 1986 ( E. Brunner, Wilanow String Quartet, ISPV 147 CD; - P. Drobnik, Kwartet Wieniawski; Dux 0507/0508)
- Capriccio per sei strumenti - 1988 (E. Gajewska, T. Gadzina, R. Duź, M. Wasiółka, ISPV 189 CD)
- Quinteto para piano - 1991 (Wilanow String Quartet & K. Meyer; ISPV 171 CD; - Wieniawski Quartet & Andrzej Tatarski; Dux 0507/0508)
- Cinque colori para flauta, violín, violoncello, percusión y piano - 2001

### Música instrumental

#### Para piano solo
- 6 Sonatas para piano (Obras completas para piano - Christian Seibert, EDA 36)

No. 1 - 1962 (K. Meyer, Acte Préalable AP0076)
No. 2 - 1963 (B. Otto, Sächsische Tonträger LC 9930)
No. 3 - 1966
No. 4 - 1968
No. 5 - 1975
No. 6 - 2006
- 24 Preludios para piano - 1978 (K. Meyer, ISPV CD 174; - P. Kubica, SMS RP 12691 CD)
- Quasi una Fantasia para piano - 2005
- 6 intermezzi para piano - 2013[5]

#### Para otros teclados
- Sonata para clavecín - 1973 ( E. Chojnacka, ERATO Japón CD 056044
- Fantasía para órgano - 1990 (S. Palm; KR 10068)

#### Para violin solo
- Sonata para violino solo - 1975 (W. Marschner, ISPC 192 CD)
- 6 Preludios para violín solo - 1981

#### Parachelosolo
- Dos sonatas para chelo

no. 1 - 1961 (R. Korupp, CD Ambitus 97484)
no. 2 - 2007
- Momento musical - 1976
- Monólogo - 1990 ( D. Geringas ; ConBrioDisc ConBES 2019)

#### Para flauta solo
- Sonata per flauti soli - 1980 (E. Gajewska, Acte Préalable AP0076; - B.-G. Schmitt, ISPV 194 CD)

## Ensayos y escritos profesionales.
- Krzysztof Meyer, Schostakowitsch - Sein Leben, Sein Werk, Seine Zeit, Bergisch Gladbach 1995; también: París 1994, Ámsterdam 1996, Madrid 1997, San Petersburgo 1998, Varsovia 1999, Moscú 2006, Mainz 2008. [Orig. en polaco de 1973. ]
- Krzysztof Meyer, Witold Lutosławski (con Danuta Gwizdalanka), Cracow 2003 (vol. 1), 2004 (vol. 2)
- Krzysztof Meyer, Dmitri Schostakowitch. Erfahrungen, Leipzig 1983
- Krzysztof Meyer, Prokofjew und Schostakowitsch, en: Bericht über das internationale Symposion "Sergej Prokofjew - Aspekte seines Werkes und der Biographie", Regensburg 1993, pp. 111-133
- Krzysztof Meyer, analiza la forma musikalischer en psychologischer Hinsicht, en: Musikpädagogik y Aufgabe, Kassel 2003
- Y numerosos artículos publicados en Polonia y en el extranjero.

## Literatura
- BM Maciejewski: 12 compositores polacos . Allegro Press. Londres, 1976, p.   202-206.
- L. Rappoport-Gelfand: La vida musical en Polonia. Los años de posguerra 1945-1977 . Gordon & Breach, Nueva York, etc. 1991, p.   133-141. ISBN 2-88124-319-3

- Datos: Q652558
- Multimedia: Krzysztof Meyer / Q652558